# Aeropuerto de Congonhas
El Aeropuerto de São Paulo/Congonhas - Deputado Freitas Nobre (pronúnciase Congoñas) (IATA: CGH – OACI: SBSP) es el segundo aeropuerto con mayor tráfico de pasajeros del Brasil. Se localiza en el distrito de Campo Belo sobre la avenida Washington Luís, en la zona centro-sur de la ciudad de São Paulo. Fue inaugurado en 1936, y su primer vuelo tuvo como destino la ciudad de Río de Janeiro en un aeroplano de la VASP. La distancia al centro de la capital es de 10,6 km y al Aeropuerto Internacional de São Paulo-Guarulhos de 35,6 km. Es considerado el aeropuerto ejecutivo de Brasil debido al gran número de pasajeros que viajan por negocios entre São Paulo y otros grandes centros, como Río de Janeiro y Brasilia.
Fue construido con la intención de proveer a São Paulo con un aeropuerto que no estuviese sujeto a las inundaciones del río Tietê, como ocurría con el Aeropuerto Campo de Marte. En la década de 1970, un salón del aeropuerto con vista hacia la pista era usado para innumerables fiestas de graduaciones, casamiento y agasajos. Desde la década de 1980, cuando fue planeado y construido el Aeroporto Internacional de São Paulo/Guarulhos, Congonhas - de pequeña capacidad y localizado en medio de la ciudad - atiende apenas a los vuelos de cabotaje.
Un proyecto de reformulación y mejorías para adecuar al aeropuerto a un tráfico de 12 millones de pasajeros/año fue puesto en práctica por Infraero, y las obras tuvieron inicio en 2003. La primera etapa de la obra, con la remodelación del área de embarque y desembarque e instalación de fingers fue terminada el 15 de agosto de 2004. La segunda parte de la reforma, con la remodelación de los mostradores de atención, la construcción de un predio de estacionamiento para más de 3 mil vehículos y mejorías en el sistema viario fueron terminadas en 2007.

## Aerolíneas y destinos

### Destinos nacionales
| Ciudades                 | Aeropuerto                                               | Aerolíneas                                                |
| Brasil                   | Brasil                                                   | Brasil                                                    |
| ------------------------ | -------------------------------------------------------- | --------------------------------------------------------- |
| Alagoas                  |                                                          |                                                           |
| Maceió                   | Aeropuerto Internacional Zumbi dos Palmares              | Azul / Gol / LATAM                                        |
| Bahía                    |                                                          |                                                           |
| Ilhéus                   | Aeropuerto de Ilhéus                                     | Azul (Estacional) / Gol (Estacional) / LATAM (Estacional) |
| Porto Seguro             | Aeropuerto de Porto Seguro                               | Azul / Gol / LATAM                                        |
| Salvador                 | Aeropuerto Internacional de Salvador                     | Gol / LATAM                                               |
| Una                      | Aeropuerto de Una-Comandatuba                            | Azul                                                      |
| Ceará                    |                                                          |                                                           |
| Fortaleza                | Aeropuerto Internacional Pinto Martins                   | Azul / Gol / LATAM                                        |
| Distrito Federal         |                                                          |                                                           |
| Brasilia                 | Aeropuerto Internacional Presidente Juscelino Kubitschek | Azul / Gol / LATAM                                        |
| Espírito Santo           |                                                          |                                                           |
| Vitória                  | Aeropuerto de Eurico de Aguiar Salles                    | Gol / LATAM                                               |
| Goiás                    |                                                          |                                                           |
| Caldas Novas             | Aeropuerto de Caldas Novas                               | Gol                                                       |
| Goiânia                  | Aeropuerto Internacional de Goiânia                      | Gol / LATAM                                               |
| Mato Grosso              |                                                          |                                                           |
| Cuiabá                   | Aeropuerto Internacional Marechal Rondon                 | Gol / LATAM                                               |
| Mato Grosso del Sur      |                                                          |                                                           |
| Bonito                   | Aeropuerto de Bonito                                     | Gol                                                       |
| Campo Gramnde            | Aeropuerto Internacional de Campo Grande                 | Gol / LATAM                                               |
| Minas Gerais             |                                                          |                                                           |
| Belo Horizonte           | Aeropuerto Internacional Tancredo Neves                  | Azul / Gol / LATAM                                        |
| Ipatinga                 | Aeropuerto de Ipatinga                                   | Voepass                                                   |
| Juiz de Fora             | Aeropuerto Presidente Itamar Franco                      | Gol / Voepass                                             |
| Montes Claros            | Aeropuerto de Montes Claros                              | Gol                                                       |
| Uberaba                  | Aeropuerto de Uberaba                                    | Gol                                                       |
| Uberlândia               | Aeropuerto de Uberlândia                                 | Gol / LATAM                                               |
| Paraíba                  |                                                          |                                                           |
| João Pessoa              | Aeropuerto Internacional Presidente Castro Pinto         | Azul / Gol / LATAM                                        |
| Paraná                   |                                                          |                                                           |
| Curitiba                 | Aeropuerto Internacional Afonso Pena                     | Azul / Gol / LATAM                                        |
| Foz do Iguaçu            | Aeropuerto Internacional de Foz do Iguaçu                | Gol (Estacional) / LATAM                                  |
| Londrina                 | Aeropuerto de Londrina                                   | Gol / LATAM                                               |
| Maringá                  | Aeropuerto de Maringá                                    | Gol / LATAM                                               |
| Pernambuco               |                                                          |                                                           |
| Recife                   | Aeropuerto Internacional de Recife                       | Azul / Gol / LATAM                                        |
| Estado de Río de Janeiro |                                                          |                                                           |
| Río de Janeiro           | Aeropuerto Internacional de Galeão                       | Gol / Voepass                                             |
| Río de Janeiro           | Aeropuerto Santos Dumont                                 | Azul / Gol / LATAM                                        |
| Río Grande del Norte     |                                                          |                                                           |
| Natal                    | Aeropuerto Internacional de Grande Natal                 | Azul / Gol (Estacional) / LATAM (Estacional)              |
| Río Grande del Sur       |                                                          |                                                           |
| Caxias do Sul            | Aeropuerto de Caxias do Sul                              | Gol                                                       |
| Porto Alegre             | Aeropuerto Internacional Salgado Filho                   | Azul / Gol / LATAM                                        |
| Santa Catarina           |                                                          |                                                           |
| Chapecó                  | Aeropuerto de Chapecó                                    | Gol                                                       |
| Florianópolis            | Aeropuerto Internacional Hercílio Luz                    | Gol / LATAM / Voepass                                     |
| Joinville                | Aeropuerto de Joinville                                  | Gol / LATAM (Inicia el 30 de marzo de 2025) / Voepass     |
| Navegantes               | Aeropuerto Internacional de Navegantes                   | Gol / LATAM                                               |
| Estado de São Paulo      |                                                          |                                                           |
| Araçatuba                | Aeropuerto de Araçatuba                                  | Gol                                                       |
| Presidente Prudente      | Aeropuerto de Presidente Prudente                        | Gol / Voepass                                             |
| Ribeirão Preto           | Aeropuerto de Ribeirão Preto                             | Gol / LATAM (Inicia el 30 de marzo de 2025) / Voepass     |
| São José do Rio Preto    | Aeropuerto de São José do Rio Preto                      | Gol / LATAM                                               |
| Sergipe                  |                                                          |                                                           |
| Aracaju                  | Aeropuerto Internacional de Aracaju                      | Gol                                                       |
| Tocantins                |                                                          |                                                           |
| Palmas                   | Aeropuerto de Palmas                                     | LATAM                                                     |

## Acceso

### Coche

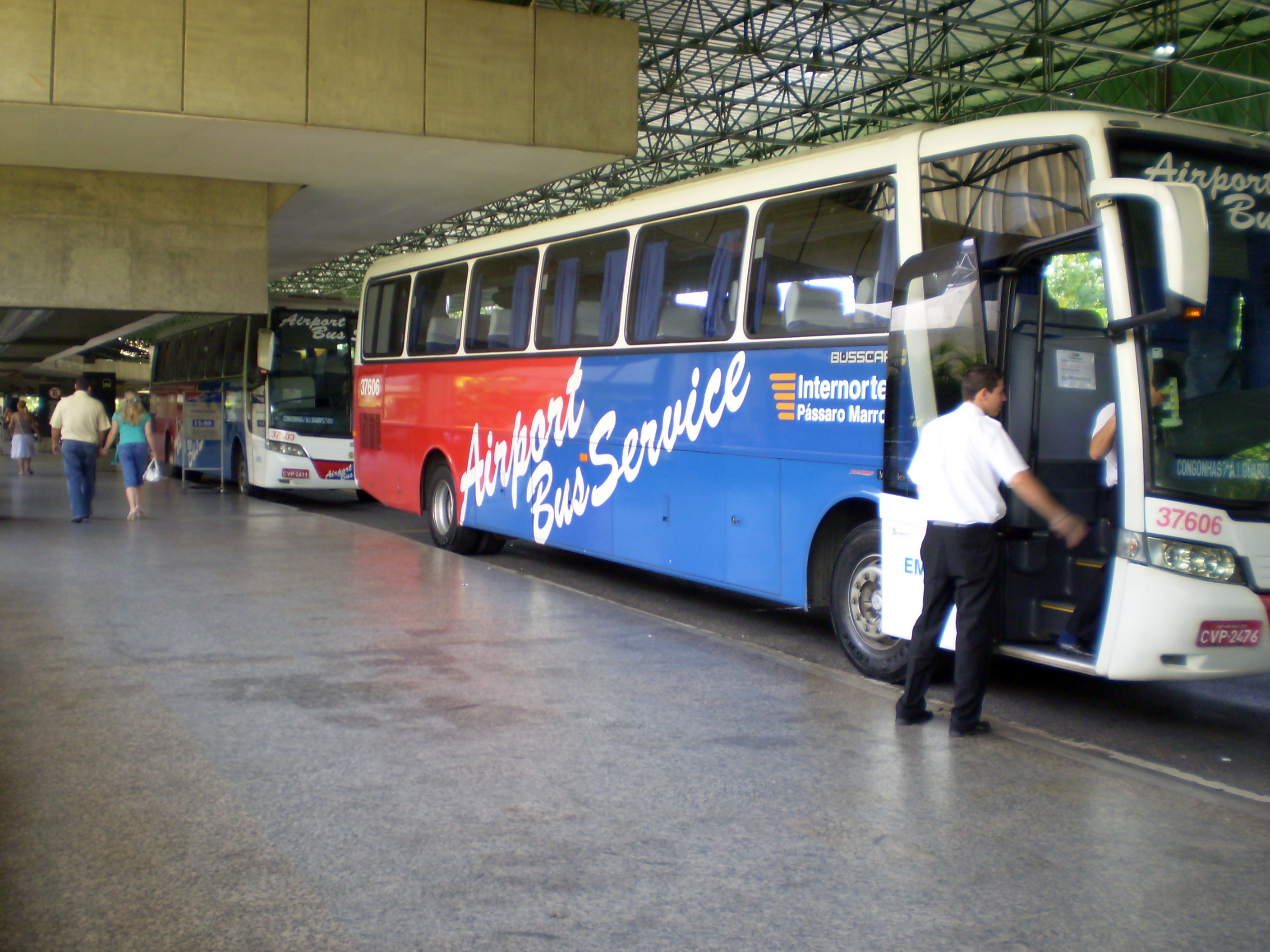
Autobús del servicio Airport Bus Service operado por el Consórcio Internorte

A través de la Avenida Jornalista Roberto Marinho, de la Avenida dos Bandeirantes o del Corredor Norte-Sur se accede a la Avenida Washington Luís. Los residentes de la Región Metropolitana de São Paulo tienen acceso por la Marginal Pinheiros o por la Marginal Tietê, tomando las rampas de acceso para la Bandeirantes, Roberto Marinho y el Corredor Norte-Sul. Los residentes del ABC Paulista tienen acceso a la Washington Luís a través de la Rodovia dos Imigrantes, de la Rodovia Anchieta o de la Avenida do Estado, conectando así con la Bandeirantes.
El aeropuerto cuenta con 3 estacionamientos, administrados por Estapar: el Edificio-Garaje, el Premium (dentro del Edificio-Garaje) y el Gate-One (en un área fuera del aeropuerto), teniendo el tercero acceso directo al aeropuerto a través de una pasarela sobre la Washington Luís. En total, el complejo aeroportuario ofrece cerca de tres mil trescientas cincuenta plazas de estacionamiento.

### Autobús
El servicio de líneas Airport Bus Service administrado por la Empresa Metropolitana de Transportes Urbanos de São Paulo (EMTU) del estado de São Paulo es operado por el Consórcio Internorte y ofrece transporte en autobús de clase ejecutiva entre el Aeropuerto de Congonhas y el Aeropuerto Internacional de São Paulo-Guarulhos. La SPTrans ofrece una conexión del aeropuerto hasta el Terminal João Dias, pasando por algunas avenidas de São Paulo, además de ofrecer una línea entre el aeropuerto y la Estación São Judas, de la Línea 1-Azul del Metro. La compañía aérea LATAM también ofrece una conexión entre los dos aeropuertos, saliendo del subsuelo de Congonhas y llegando a la Terminal 2 de Cumbica. Para el embarque, es necesario presentar el recibo de compra del pasaje impreso o en el móvil y un documento de identidad.

### Metro

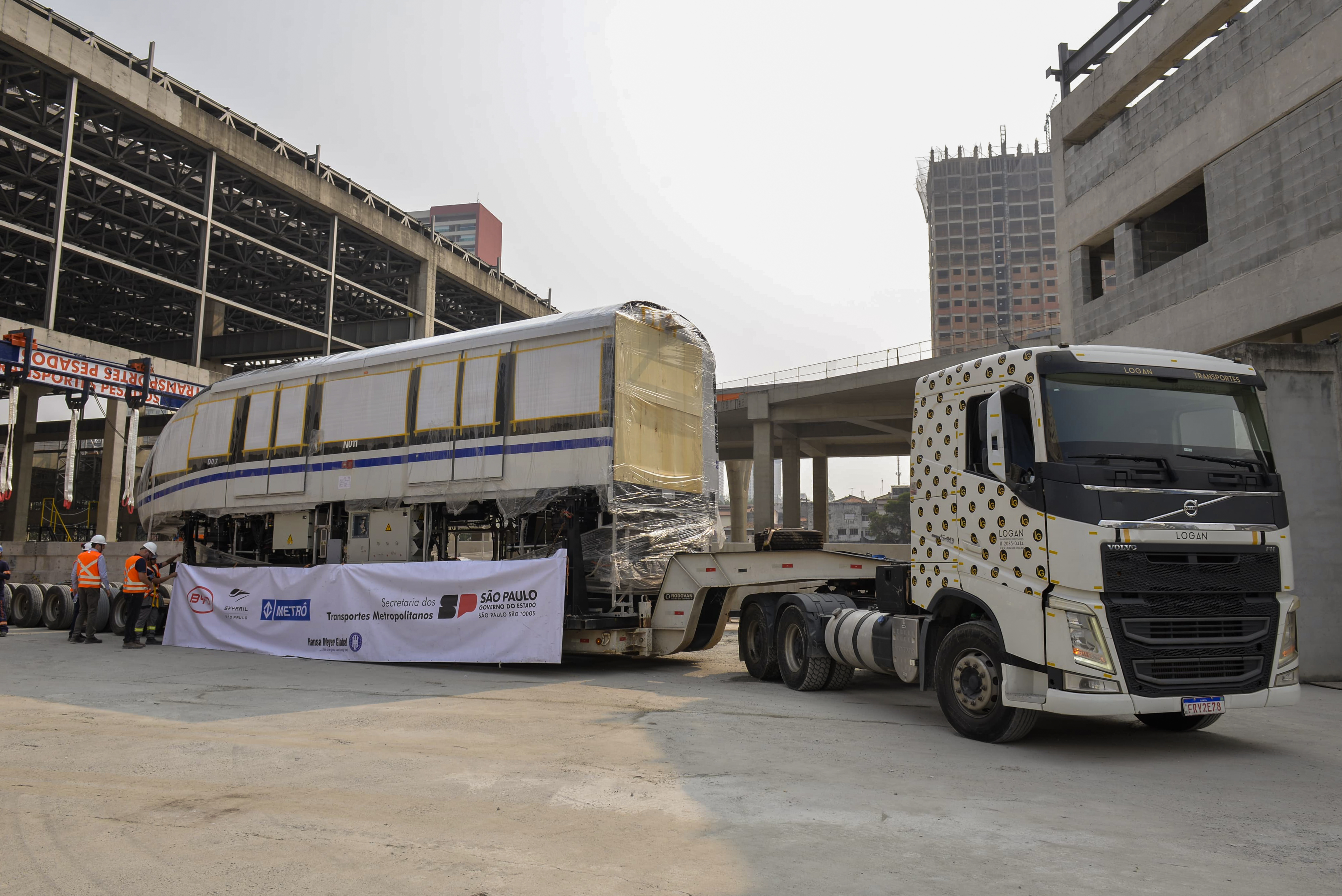
El primer tren de la Línea 17-Oro llegó a la capital paulista en septiembre de 2024 para su montaje y pruebas en los talleres.

La Línea 17-Oro del Metro de São Paulo servirá de acceso al aeropuerto a través de la Estación Aeropuerto de Congonhas, con un túnel de pasajeros por debajo del túnel de coches y de la Washington Luís, dando al vestíbulo inferior del aeropuerto. Tanto la línea como la estación están en obras y se inaugurarán en 2026.
Con esta conexión, el Aeropuerto de Congonhas se convertirá en el segundo entre los grandes centros aeroportuarios de Sudamérica (como Buenos Aires-Ezeiza, Santiago de Chile, Lima, Bogotá y Río de Janeiro-Galeão) en tener una conexión directa por red de vías férreas, siendo el primero el Aeropuerto Internacional de São Paulo-Guarulhos desde la inauguración de la Línea 13-Jade en marzo de 2018, también en la región Brasil. Contrastando con otros grandes aeropuertos de la región que, hasta la fecha, todavía dependen mayoritariamente de autobuses o taxis para acceder al transporte ferroviario/metroviario, o tienen proyectos de conexión por vías férreas aún en fase de planificación o construcción.

## Accidentes aéreos

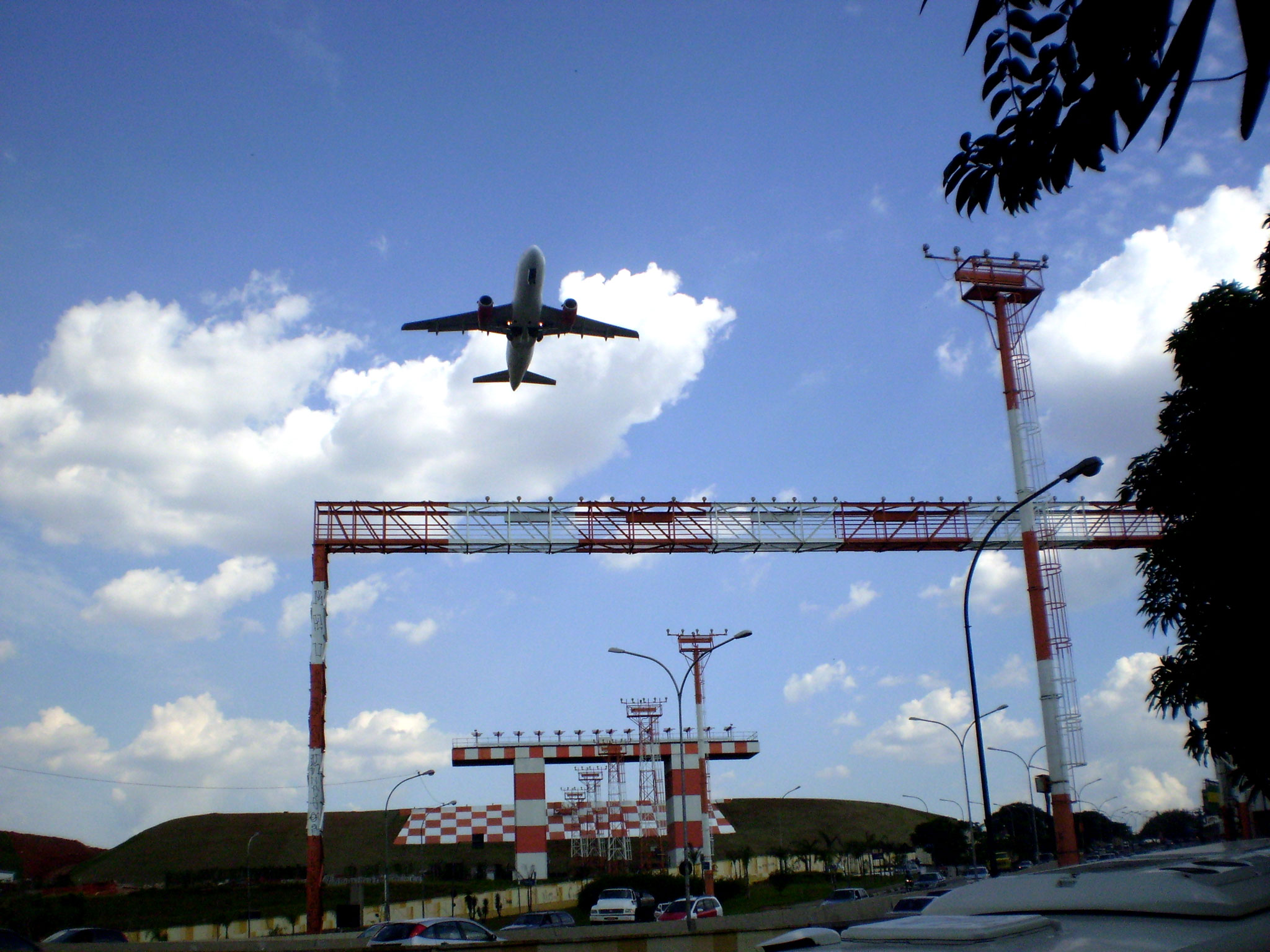
Un Airbus A320 de TAM Airlines despegando de Congonhas

El aeropuerto ha sido lugar de dos accidentes de gravedad, ambos de la empresa TAM y uno leve. El 31 de octubre de 1996, el Vuelo TAM 402, causado por fallos mecánicos en el avión y en 2007, el Vuelo TAM 3054 se salió de la pista y se estrelló contra un edificio de la misma compañía aérea y una estación de venta de combustibles, causando la muerte de 199 personas.
Después del accidente la Federación Internacional de Controladores de Tráfico Aéreo emitió una advertencia, que "la seguridad aérea está actualmente comprometida y representa un peligro para los viajeros en Brasil debido a la negligencia del gobierno."
El gobierno brasileño y la asociación aeronáutica brasileña decidieron el 31 de julio de 2007, como primer paso de los cambios que deben hacer en el Aeropuerto de Congonhas aumentar la pista 17R/35L de 1939m a 2500m, pista en la cual sucedió el accidente de la aerolínea TAM, y la pista 17L/35R de 1436m a 2100m. Además de despejar los alrededores del aeropuerto. Las obras empezaron en el mes de octubre de 2007. Sin embargo uno de los mayores peligros del aeropuerto deriva de su localización en pleno centro de la ciudad, de manera que los aviones que se aproximan o despegan del aeropuerto deben sobrevolar a baja altura sobre edificios altos situados en las proximidades.
- Artículos en Wikinoticias: Caída de avión genera gigantesco incendio en Brasil

- Artículos en Wikinoticias: Al menos 200 muertos en el accidente aéreo de Sao Pablo